# Nederlandse kampioenschappen indooratletiek 2010
De Nederlandse kampioenschappen indooratletiek 2010 werden op zaterdag 6 en zondag 7 februari 2010 georganiseerd. Plaats van handeling was het sportcentrum Omnisport Apeldoorn.

## Uitslagen

### 60 m
| rang   | atleet              | prestatie |
| ------ | ------------------- | --------- |
| Goud   | Brian Mariano       | 6,70 s    |
| Zilver | Giovanni Codrington | 6,88 s    |
| Brons  | Prince Kwidama      | 6,89 s    |

| rang   | atlete          | prestatie |
| ------ | --------------- | --------- |
| Goud   | Dafne Schippers | 7,43 s    |
| Zilver | Jamile Samuel   | 7,49 s    |
| Brons  | Anouk Hagen     | 7,55 s    |

### 200 m
| rang   | atleet        | prestatie |
| ------ | ------------- | --------- |
| Goud   | Jerrel Feller | 21,22 s   |
| Zilver | Obed Martis   | 21,69 s   |
| Brons  | Bram Peters   | 21,75 s   |

| rang   | atlete         | prestatie |
| ------ | -------------- | --------- |
| Goud   | Kadene Vassell | 24,26 s   |
| Zilver | Janice Babel   | 24,60 s   |
| Brons  | Eva Lubbers    | 24,88 s   |

### 400 m
| rang   | atleet           | prestatie |
| ------ | ---------------- | --------- |
| Goud   | Dennis Spillekom | 47,18 s   |
| Zilver | Joeri Moerman    | 47,51 s   |
| Brons  | Bjorn Blauwhof   | 49,57 s   |

| rang   | atlete             | prestatie |
| ------ | ------------------ | --------- |
| Goud   | Sanne Verstegen    | 54,28 s   |
| Zilver | Nicky van Leuveren | 55,75 s   |
| Brons  | Suzanne Thierry    | 55,82 s   |

### 800 m
| rang   | atleet               | prestatie |
| ------ | -------------------- | --------- |
| Goud   | Arnoud Okken         | 1.50,38   |
| Zilver | Youssef el Rhalfioui | 1.51,25   |
| Brons  | Hugo de Haan         | 1.51,54   |

| rang   | atlete            | prestatie |
| ------ | ----------------- | --------- |
| Goud   | Yvonne Hak        | 2.03,05   |
| Zilver | Machteld Mulder   | 2.05,18   |
| Brons  | José van der Veen | 2.12,73   |

### 1500 m
| rang   | atleet       | prestatie |
| ------ | ------------ | --------- |
| Goud   | René Stokvis | 3.50,96   |
| Zilver | Tijs Groen   | 3.52,87   |
| Brons  | Tjerk Conijn | 3.53,93   |

| rang   | atlete             | prestatie |
| ------ | ------------------ | --------- |
| Goud   | Helen Hofstede     | 4.25,78   |
| Zilver | Jill Holterman     | 4.36,73   |
| Brons  | Jamie van Lieshout | 4.40,42   |

### 3000 m
| rang   | atleet           | prestatie |
| ------ | ---------------- | --------- |
| Goud   | Gert-Jan Wassink | 8.20,55   |
| Zilver | Roy Hoornweg     | 8.21,89   |
| Brons  | Jesse van Burg   | 8.23,37   |

| rang   | atlete                   | prestatie |
| ------ | ------------------------ | --------- |
| Goud   | Helen Hofstede           | 9.32,74   |
| Zilver | Lotte Jacobs             | 9.35,43   |
| Brons  | Jeanine van de Klashorst | 10.35,92  |

### 60 m horden
| rang   | atleet                | prestatie |
| ------ | --------------------- | --------- |
| Goud   | Gregory Sedoc         | 7,65 s    |
| Zilver | Marcel van der Westen | 7,83 s    |
| Brons  | Mike van Kruchten     | 7,85 s    |

| rang   | atlete          | prestatie |
| ------ | --------------- | --------- |
| Goud   | Karin Ruckstuhl | 8,34 s    |
| Zilver | Rosina Hodde    | 8,49 s    |
| Brons  | Jo-An Plet      | 8,61 s    |

### verspringen
| rang   | atleet             | prestatie |
| ------ | ------------------ | --------- |
| Goud   | Joost van Bennekom | 7,42 m    |
| Zilver | Mark Jacobs        | 7,33 m    |
| Brons  | Jonathan Pengel    | 7,11 m    |

| rang   | atlete           | prestatie |
| ------ | ---------------- | --------- |
| Goud   | Karin Ruckstuhl  | 6,50 m    |
| Zilver | Annelies Fortuin | 5,98 m    |
| Brons  | Femke Klop       | 5,89 m    |

### hink-stap-springen
| rang   | atleet           | prestatie |
| ------ | ---------------- | --------- |
| Goud   | Sander Hage      | 15,13 m   |
| Zilver | David van Hetten | 14,78 m   |
| Brons  | Tijmen Meijer    | 14,20 m   |

| rang   | atlete               | prestatie |
| ------ | -------------------- | --------- |
| Goud   | Marije Langen        | 12,24 m   |
| Zilver | Wendy Visser         | 11,92 m   |
| Brons  | Stephany Suykerbuykl | 11,77 m   |

### hoogspringen
| rang   | atleet           | prestatie |
| ------ | ---------------- | --------- |
| Goud   | Jan Peter Larsen | 2,19 m    |
| Zilver | Martijn Nuijens  | 2,16 m    |
| Brons  | Douwe Amels      | 2,13 m    |

| rang   | atlete             | prestatie |
| ------ | ------------------ | --------- |
| Goud   | Remona Fransen     | 1,83 m    |
| Zilver | Sietske Noorman    | 1,78 m    |
| Brons  | Nicky May Woudstra | 1,78 m    |

### polsstokhoogspringen
| rang   | atleet             | prestatie |
| ------ | ------------------ | --------- |
| Goud   | Robbert-Jan Jansen | 5,60 m    |
| Zilver | Wout van Wengerden | 5,32 m    |
| Brons  | Christian Tamminga | 5,02 m    |

| rang   | atlete            | prestatie |
| ------ | ----------------- | --------- |
| Goud   | Denise Groot      | 4,21 m    |
| Zilver | Rianna Galiart    | 4,11 m    |
| Zilver | Yvette Caldenhove | 4,11 m    |

### kogelstoten
| rang   | atleet              | prestatie |
| ------ | ------------------- | --------- |
| Goud   | Erik van Vreumingen | 18,36 m   |
| Zilver | Patrick Groot       | 17,45 m   |
| Brons  | Patrick Cronie      | 17,29 m   |

| rang   | atlete            | prestatie |
| ------ | ----------------- | --------- |
| Goud   | Melissa Boekelman | 17,71 m   |
| Zilver | Denise Kemkers    | 16,56 m   |
| Brons  | Jolanda Keizer    | 15,09 m   |